# Libertella opuli
Libertella opuli är en svampart som beskrevs av Oudem. 1901. Libertella opuli ingår i släktet Libertella och familjen Diatrypaceae.   Inga underarter finns listade i Catalogue of Life.